# Bandera naval

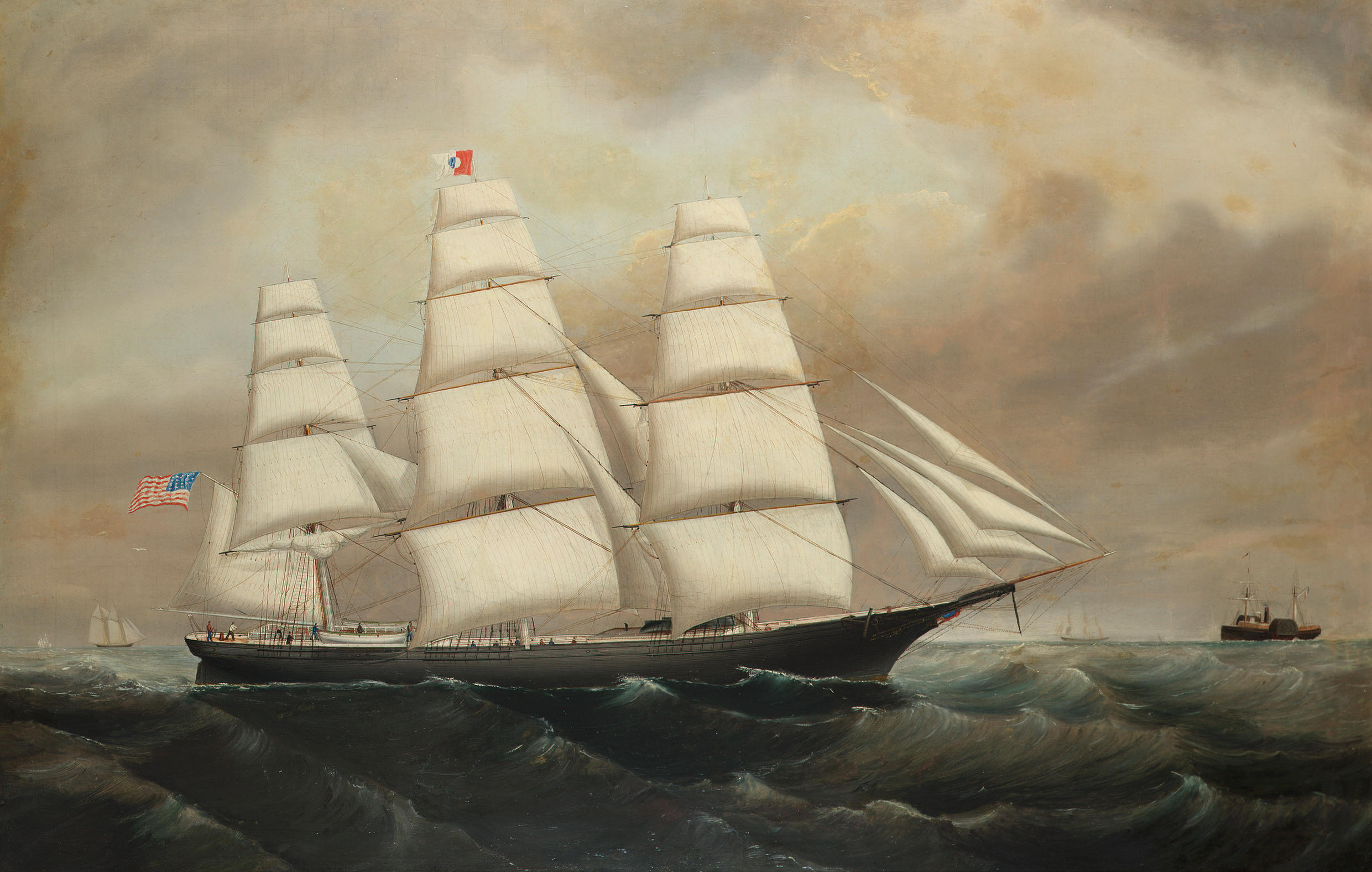
Clíper Red Jacket. La bandera del país va hissada a popa.

Una bandera naval és qualsevol bandera hissada a bord d'un vaixell per tal de mostrar el seu estat legal i poder ser identificat per tercers. En cada etapa històrica molts països han tingut diverses banderes navals.
Els vaixells de guerra, mercants i iots poden tenir banderes diferents.

## Espanya

Bandera naval espanyola.
Bandera de proa espanyola (torrotito) .
Bandera espanyola dels iots i nàutica esportiva

## Regne Unit

White Ensign, bandera naval de la Royal Navy i del Royal Yacht Squadron.[1]
Blue Ensign, bandera naval britànica per a casos especials
Red Ensign, bandera naval britànica usada en la marina mercant i iots.

## Portugal

Bandera de l'armada de Portugal (igual que la bandera nacional)
Bandera de proa

Bandera de l'armada de Portugal de 1830
Bandera de proa de Portugal (1833)

## Banderes espanyoles antigues

### Banderes de les matrícules de mar
Segons una llei espanyola de 1845, tots els vaixells mercants havien de portar (mostrant-la hissada al cap de l'arbre mestre) la bandera de la matrícula de mar que pertocava. La matrícula de mar corresponia a la província marítima espanyola definida per llei.
Les províncies marítimes espanyoles (mantenint el nom en castellà) eren les següents:

Bandera de la matrícula de Mataró.

- Algeciras
- Alicante
- Almería
- Barcelona
- Bilbao
- Cádiz
- Canarias
- Cartagena
- Coruña
- Ferrol
- Gijon
- Huelva
- Málaga
- Mallorca

- Mataró
- Menorca
- Palamós
- San Lúcar
- San Sebastian
- Santander
- Sevilla
- Tarragona
- Tortosa
- Valencia
- Vigo
- lbiza
- Habana
- Puerto Rico
- San Juan de los Remedios
- Santiago de Cuba
- Trinidad de Cuba
- Islas Filipinas

## Banderes de les Províncies Marítimes d'Espanya actuals
| Nom                  | Indicatiu de matrícula | Districtes | Bandera                   |
| -------------------- | ---------------------- | --- | ------------------------- |
| Algesires            | AL                     | Tarifa AL-1 i Algesires AL-2. | Contrasenya d'Algesires   |
| Alacant              | AT                     | Torrevieja AT-1, Santa Pola AT-2, Alacant AT-3, La Vila Joiosa AT-4, Altea AT-5 i Dénia AT-6.                                       | Contrasenya d'Alacant     |
| Almeria              | AM                     | Adra, Almeria, Carboneras i Garrucha.                                                                                               | Contrasenya d'Almeria     |
| Avilés               | AV                     | Avilés, San Esteban de Pravia i Ḷḷuarca.                                                                                            |                           |
| Barcelona            | BA                     | Vilanova i la GeltrúBA-1, Barcelona BA-2 i Arenys de Mar BA-3.                                                                      | Contrasenya de Barcelona  |
| Bilbao               | BI                     | Lekeitio BI-1, Bermeo BI-2, Bilbao BI-3 y Ondarroa BI-4.                                                                            | Contrasenya de Bilbao     |
| Cadis                | CA                     | Puerto de Santa María CA-1, Cadis CA-2 i Barbate CA-3.                                                                              | Contrasenya de Cadis      |
| Cartagena            | CT                     | Águilas CT-2, Mazarrón CT-3, Cartagena CT-4 i San Pedro del Pinatar CT-5.                                                           | Contrasenya de Cartagena  |
| Castelló             | CP                     | Borriana CP-1, Castelló de la Plana CP-2 y Vinaròs CP-3.                                                                            | Contrasenya de Castelló   |
| Ceuta                | CU                     | Ceuta CU-1. | Contrasenya de Ceuta      |
| La Corunya           | CO                     | Sada CO-1, La Corunya CO-2, Corme CO-3, Camariñas CO-4, Corcubión CO-5, Muros CO-6 i Noia CO-7.                                     | Contrasenya de La Corunya |
| Ferrol               | FE                     | Cariño FE-1, Cedeira FE-2 i Ferrol FE-3.                                                                                            | Contrasenya de Ferrol     |
| Gijón                | GI                     | Llanes GI-1, Ribadesella GI-2, Llastres GI-3, Gijón GI-4 i Luanco GI-5.                                                             | Contrasenya de Gijón      |
| Granada              | GR                     | Motril GR-1. | Contrasenya de Granada    |
| Huelva               | HU                     | Ayamonte HU-1, Isla Cristina HU-2 i Huelva HU-3.                                                                                    | Contrasenya de Huelva     |
| Eivissa              | IB                     | Eivissa, Sant Antoni de Portmany i Formentera.                                                                                      | Contrasenya d'Eivissa     |
| Gran Canària         | GC                     | Las Palmas de Gran Canaria, Arrecife, Puerto del Rosario, Salinetas (Telde) i Arinaga (Agüimes)                                     | Contrasenya de Las Palmas |
| Lugo                 | LU                     | Ribadeo LU-1, Burela LU-2 i Viveiro LU-3.                                                                                           | Contrasenya de Lugo       |
| Màlaga               | MA                     | Estepona MA-1, Marbella MA-2, Fuengirola MA-3, Màlaga MA-4 i Vélez-Màlaga MA-5.                                                     | Contrasenya de Màlaga     |
| Mallorca             | PM                     | Palma PM-1, Alcúdia PM-2, Maó PM-3 y Ciutadella PM-4.                                                                               | Contrasenya de Mallorca   |
| Melilla              | MLL                    | Melilla MLL-1. | Contrasenya de Melilla    |
| Palamós              | PG                     | Blanes- abans Sant Feliu de Guíxols BA-4, Palamós BA-5 i Roses BA-6.                                                                | Contrasenya de Palamós    |
| Sant Sebastià        | SS                     | Hondarribia SS-1, Pasaia SS-2 i Getaria SS-3.                                                                                       | Contrasenya de Pasaia     |
| Santander            | ST                     | Castro Urdiales ST-1, Laredo ST-2, Santoña ST-3, Santander ST-4, Requejada ST-5 i San Vicente de la Barquera ST-6.                  | Contrasenya de Santander  |
| Sevilla              | SE                     | Sanlúcar de Barrameda SE-1 i Sevilla SE-2.                                                                                          | Contrasenya de Sevilla    |
| Tarragona            | TA                     | Sant Carles de la Ràpita TA-1 i Tarragona TA-2.                                                                                     | Contrasenya de Tarragona  |
| Tenerife             | TE                     | Santa Cruz de Tenerife TE-1, Los Cristianos TE-2, Santa Cruz de La Palma TE-3, San Sebastián de la Gomera TE-4 i El Hierro TE-5.    | Contrasenya de Tenerife   |
| València             | VA                     | Gandia VA-1, València VA-2 i Sagunt VA-3.                                                                                           | Contrasenya de València   |
| Vigo                 | VI                     | Portonovo (Sanxenxo) VI-1, Marín VI-2, Bueu VI-3, Cangas VI-4, Redondela VI-5, Vigo VI-6, Baiona (Pontevedra) VI-7 i A Guarda VI-8. | Contrasenya de Vigo       |
| Vilagarcía de Arousa | VILL                   | Ribeira,VILL-1 A Pobra do Caramiñal VILL-2, Vilagarcía de Arousa VILL-3, Cambados VILL-5 i O Grove VILL-4.                          | Contrasenya de Vilagarcía |

## Documents

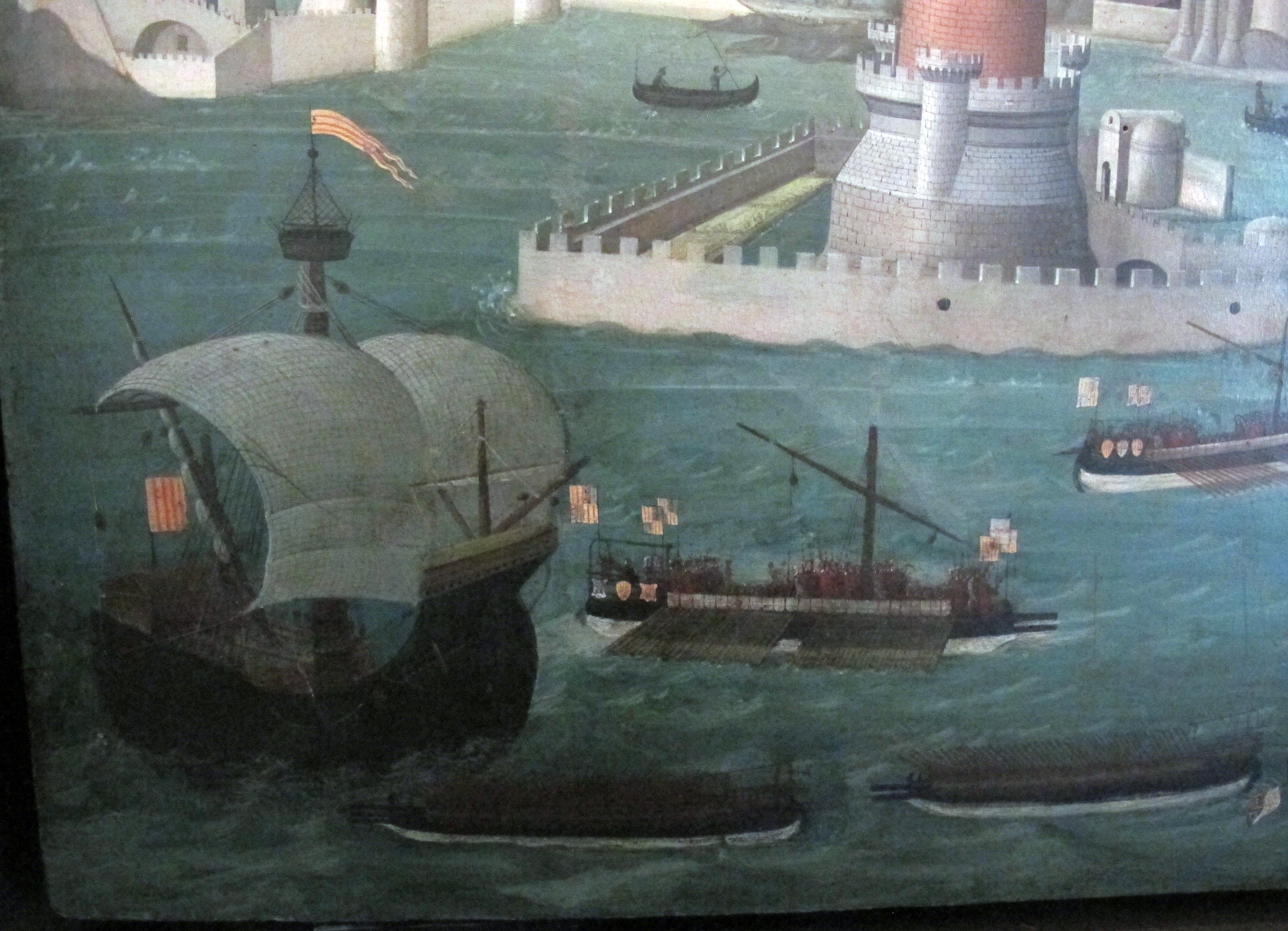
Algunes banderes navals. Detall de la Tavola Strozzi. Vaixells que tornen a Nàpols després de la batalla d'Ischia (1465).

- 1354. Les banderes en les Ordinacions sobre lo fet de la mar.[10]

| «                                     | ... CAP. XXXIII. Que null hom no gos portar bandera de son senyal aprés que haurá saludat, sino en la forma contenguda en aquest Capitol: Item: que en negun Estól, on haie Capitá, Almirayll, Visalmirayll, ö Lochtinent lur, null hom no gos portar bandera à son senyal (si donchs no es Noble ó Richom Senyor de senyera) aprés que la Galéa dels dessus dits haurá saludat. Ans haie à portar tant solament bandera à senyal del Senyor, Rey, è altre senyal del Almirayll, ö Capitá, ö d'aquel qui será Cap de l'Armada. Empero puixen portar panons de quarter à lur senyal, è encara à la proha, aquells ques volrán... | » |
| — Ordinacions sobre lo fet de la mar. | |   |

- 1370. Hi ha un document que detalla algunes de les banderes i penons d'estamenya de l'estol català de deu galeres que va formar part de les 32 galeres que acompanyaren el papa Urbà V des d'Itàlia fins a França. Aquest estol fou cedit per Pere el Cerimoniós.[11][12]